# (15975) 1998 FW108
A (15975) 1998 FW108 egy kisbolygó a Naprendszerben. A LINEAR projekt keretében fedezték fel 1998. március 31-én.